# Galo Frito
Galo Frito (Anteriormente Programa Galo Frito) é um programa de comédia online, exibido através do YouTube, anteriormente exibido no extinto canal FizTV, que ficou notório na internet após terem ganhado o prêmio VMB em 2010, com uma paródia da música Baby do cantor canadense Justin Bieber, sendo hoje um dos canais brasileiros mais populares, tendo aproximadamente 10 milhões de telespectadores e uma renda mensal vinculada em R$ 70 mil com o programa.

## História

### Antecedentes
Em 2006, Mederijohn Corumbá e Guilherme Anjeli resolveram criar um projeto de extensão para Universidade do Vale do Itajaí (Faculdade em que cursavam publicidade) como um programa de humor diferente de todos que já existiam no Brasil, usando esquetes em forma de curtas-metragens. André Petermann (Buda) foi chamado para o projeto e assim nasceu o Galo Frito, tendo esse nome por causa de uma brincadeira com o animal "Galo" que é um mascote de publicidade e propaganda. O projeto iria ser transmitido na TV da Universidade que estudavam, mas quando apresentado pela primeira vez ele foi negado. Quando Mederi conseguiu comprar uma câmera para gravar o primeiro vídeo, Guilherme Anjeli sofreu um acidente de moto e veio a falecer, fazendo com que o Galo Frito ficasse na “geladeira" por cerca de seis meses.
Não querendo deixar o projeto acabar, em 2007, Tiago Cadore (Cadore) entrou no grupo, logo após Patricia Dos Reis (Pathy) e Roberto Pereira (Beto) foram chamados para fazer parte do programa. Eles faziam esquetes e exibiam através de um telão num pano branco no intervalo da faculdade, alunos de vários cursos paravam para assistir e riam vendo as esquetes. Ao colocar o programa na internet, o canal de televisão por assinatura FizTV chamou o grupo para trabalhar durante um ano e meio tendo o Galo Frito como um programa fixo de 15 minutos semanalmente. Beto ficou apenas por oito ou nove programas e teve que deixar o grupo devido à ofertas de trabalho. Depois de um tempo de dificuldades financeiras, o programa foi cortado da grade de programação do FizTV e o grupo decidiu migrar para o Youtube.

### 2007-2009 (Inicio, Dancing Lula e Justin Biba)
Em 3 de outubro de 2007, foi criado o canal Galo Frito no Youtube, o grupo fazia vídeos, mas nenhum deles chegou a fazer sucesso. Então, um dia Mederi estava com uma ideia de produzir um vídeo sozinho, fazendo alguma sátira com o então presidente brasileiro Luiz Inácio Lula da Silva, fazendo um video dele dançando ao som da música, Harder, Better, Faster, Stronger, que fez sucesso graças ao video viral Daft Hands. Não deu outra, vários blogs começaram a viralizá-lo, assim como no Twitter, Orkut e etc. No mesmo dia do upload, já havia pego contato com algumas emissoras de TV incluindo a MTV. Depois de um mês foi feito um video semelhante chamado de Dancing Obama, que também foi um sucesso, mas não se comparou ao Dancing Lula. O canal Galo Frito começou a ganhar fama e outros vídeos começaram a ser mais vistos, mas nenhum ainda superou os “dancings". 
No mesmo ano o integrante Buda saiu por "diferenças de pensamentos". Após finalmente partirem para a área da música, decidindo fazer paródias, criaram a primeira paródia chamada "Justin Biba" (Paródia de Justin Bieber) que teve a participação do ator global Helio de la Peña, e tornou-se, na época de seu lançamento, o vídeo de humor mais visto do Youtube no Brasil (posição esta, é ocupada por outra paródia do Galo Frito, “Vou te Encoxar”), além de vencer a categoria WebHit no prêmio de música VMB.

### 2010-2013 (Pathy que te Pariu)
Em 2010, era lançado o quadro "Pathy que te Pariu", apresentado por Patrícia dos Reis. O quadro permaneceu por alguns anos no canal, mas depois migrou para um canal solo, de mesmo nome. O canal foi apagado e, em 2015, Pathy dos Reis deixa o canal Galo Frito - admitindo que sua participação no canal era apenas uma pequena contribuição -, para criar seu próprio canal no YouTube. Ela chegou a fazer apenas uma participação especial no vídeo "1 BILHÃO" (Vídeo comemorativo de 1 bilhão de visualizações do Galo Frito), de 2016, e outra participação na estreia do quadro "Galo Frito Show". Em outubro de 2018, o canal chegou a 10 milhões de inscritos.